# Hebichneutes wasbaueri
Hebichneutes wasbaueri är en stekelart som beskrevs av Michael J. Sharkey och Robert A.Wharton 1994. Hebichneutes wasbaueri ingår i släktet Hebichneutes och familjen bracksteklar. Inga underarter finns listade i Catalogue of Life.